# Вељко Жижић
Вељко Жижић (Милошевићи, код Шавника, 11. јул 1912 — Београд, 1. март 1993) био је учесник Народноослободилачке борбе и генерал-мајор Југословенске армије.

## Биографија
Вељко Жижић је рођен 11. јула 1912. године, у селу Милошевићи код Шавника. Син је Јована Жижића, команданта црногорске краљевске војске, тј. њене Дробњачко-ускочке бригаде у Мојковачкој бици у Првом светском рату. Дипломирао је на Правном факултету у Београду.
Био је активни учесник НОБ-а од 13.07.1941. године, један од организатора устанка у шавничком крају, командант батаљона Дурмиторског НОП одреда у Четвртој црногорској пролетерској бригади, затим начелник штаба Корпуса и командант Групе бригада, те и командант Шесте црногорске ударне бригаде која је ослободила град Никшић дана 18.09.1944. године. На место команданта именован је наредбом Штаба Другог ударног корпуса од 10. новембра 1943. године, а по Наредби Врховног штаба НОВ и ПОЈ, коју потписују политички комесар Митар Бакић, те командант Корпуса генерал-мајор Пеко Дапчевић.
Вељковог оца Јована и рођеног брата Милана са још четворицом чланова породице Жижић, стрељале су италијанске окупационе снаге у јесен 1941. године у Пљевљима. Наиме, по окончању Битке на Крнову, у којој су италијанске јединице доживеле значајне губитке, као људи од угледа, а уједно и чланови Вељкове најуже породице, позвани су Јован Жижић и његов најстарији син Милан, на преговоре са италијанским окупационим снагама. Како је у питању била превара, обојица су са неколицином чланова породице Жижић, најпре ухапшени, а потом и стрељани, све са циљем одмазде, застрашивања и сламања устаничког отпора у окупираној Црној Гори.
Као дипломирани правник после рата је постављен на функцију Врховног војног тужиоца, на којој функцији је био задужен за очување законитости у ЈА. На суђењу начелнику Штаба Врховне команде Југословенске војске у отаџбини, Драгољубу Михаиловићу - Дражи, врховног војног тужиоца је заступао Милош Минић, који је написао нацрт оптужнице против вође четничког покрета. Указом Президијума Народне скупштине Федеративне Народне Републике Југославије од 16.12. 1947. године, Вељко је унапређен у чин генерал-мајора Југословенске армије.

#### Информбиро и робија
Због одбијања да учествује у судско-политичким процесима присталицама тзв. Информбироа, најпре је са наведене функције ухапшен дана 21.02. 1950. године, а потом и осуђен Пресудом Војног суда у Београду бр.238/51 од 07.03. 1951. године на 14 година строгог затвора са губитком свих грађанских права у трајању од 3 године, а по истеку наведене казне, као на и губитак чина генерал-мајора ЈА. Помиловањима Савезног извршног већа, на чијем челу се налазио Јосип Броз Тито, од дана 29.11. 1954. и дана 29.11. 1957. године, затворска казна била му је умањена на десет, односно седам година строгог затвора, а губитак грађанских права на две. На робији је укупно провео 2836 дана и то у затвору "Главњача" у Београду, затвору "Билећа", као и логорима "Голи оток - Петрова рупа".
Тад се догодила једна врло занимљива ствар. Кад су исљедници завршили посао, материјал против нас дали су Врховном војном тужиоцу и Врховном војном суду ради подизања оптужнице. Међутим, они одговорише да у свему томе нема елемената кривичног дјела, да су то партијске побуне и прекршаји и да за то можемо бити само партијски кажњени. Предсједник суда је био генерал Крџић, а тужилац Вељко Жижић. Кад су ови одбили, позвали су њихове замјенике Лаковића и Лакића. И они су одбили. Све су их похапсили и послали на Голи оток. Замисли, колико су ти људи тада били храбри!
(Владо Дапчевић)
По савести правника, комунисте и човека висока морала није се могао уклопити у кампању општег прогона свих комуниста у армији који се у новонасталој ситуацији нису могли снаћи или сложити са руководством. Једно је била кривична радња, а друго право чланова Партије да у овој ситуацији имају и своје мишљење, базирано на чињеницама, властитој процени ситуације, па и на логици. Због оваквог свог става није могао удовољити захтевима и жељама партијског и државног руководства, нарочито ако се радило и о одступању од закоских прописа. Причао ми је неке појединости о томе. Маршал Тито се, на пример, био жестоко окомио на Сретена Жујовића због подвајања става о Резолуцији и одбијања да се са осталим члановима партијског руководства супротстави Совјетском Савезу. Осим чина и функција наумио је да му одузме и Партизанску споменицу 1941, са добијеним одликовањима. Кад је о томе консултовао врховног војног тужиоца, овај га је без икаквог околишања упозорио: "Одликовања му можете одузети, али му се Партизанска споменица по закону не може одузети. Стекао ју је својим непрекидним учешћем у рату и револуцији од почетка до краја. То је неспорно и то му закон гарантује.
(Миливоје Стевановић - Долински)
Војни тужилац, генерал Вељко Жижић, био је ухапшен и послан на Голи оток јер није хтео да шаље на робију мимо закона, па је изгледало да је "недовољно оштар" (Марковић (1987). стр. 79.-80; Ковачевић и Растодер 1989: бр.81; Перућица (1990). стр. 55.,161).
(Божидар Језерник)
Готово двије године ће врховном војном тужиоцу, тада генералу Илији Костићу бити потребно да припреми судјење двојици наводних Арсових сапутника у бјекству - Генералу Бранку Петричевићу и пуковнику Влади Дапчевићу. Догодило се то тек почетком јуна (1-4) 1950. године. Он је у међувремену дошао на место генерала Вељка Жижића, који је, као и предсједник Врховног војног суда, генерал Мирко Крџић, те пуковници правне струке Милија Лаковић, Владо Лакић и Вујадин Ћетковић, одбио да тужи и суди по полицијској пријави, "без правног основа за кривично гоњење", јер је, у већини, била ријеч о људима који су само нешто и негдје рекли, али без чињења кривичног дјела и без посљедица за интересе земље и народа. Сви ти "непослушни и неподобни правници" добили су од војних судова казне од 10 до 12 година строгог затвора, с тим што је Крџић, сурово мучен и понижаван, незнано гдје у мрежи београдских апсана умро у току истраге.
(Иван Матовић)

## Супруга Радмила
Заједно са Вељком ухапшена је и његова тадашња вереница, касније супруга, Радмила Миловановић (01.02. 1924. Мајдево/Крушевац, Народна Република Србија, ФНРЈ - 14.09. 1992. Београд, Република Србија, Савезна Република Југославија), која је Решењем Комисије за прекршаје града Београда од дана 04.04. 1950. године, кажњена затворском казном у укупном трајању од 19 месеци и 15 дана, те упућивањем на друштвено-користан рад у трајању од 18 месеци, рачунајући од дана издржане казне. Радмили се на терет стављало да је стајала на позицијма Резолуције Иб-а. Незванично је ухапшена и кажњена због њене везе са Вељком, те је од ње и тражено да га се јавно одрекне, што је упорно одбијала. У београдској "Главњачи", затим затворима "Рамски рит" и "Пожаревац", као и у логору "Свети Гргур" провела је укупно 888 дана, да би на слободу била пуштена дана 25.07. 1952. године. Учесница је НОБ-а од 20.10. 1944. године. Радмилин отац, Божидар Миловановић, убијен је од стране четника током Другог светског рата.
Жижићева другарица Радмила, пошто је и сама провела три године на Голом, чекала га је стрпљиво и одолевала свим притисцима родбине и власти да би га се одрекла. За лепу, младу жену, каквом сам је видео на једној његовој фотографији, таква тврдоглавост није била нимало лака.
(Миливоје Стевановић - Долински)

## Судска рехабилитација
Вељко и Радмила Жижић су рехабилитовани одлуком Вишег суда у Београду која је постала правноснажна дана 1. децембра 2014. године. Од последица мучења и пребијања у наведеним казнионицама Југославије, обоје су патили и боловали до саме смрти.